# کوم اسفحت
کوم اسفحت (به عربی: کوم إسفحت) یک منطقهٔ مسکونی در مصر است که در استان اسیوط واقع شده‌است.